# Ace Attorney
Ace Attorney (с англ. — «Первоклассный адвокат»), известная в Японии как Gyakuten Saiban (яп. 逆転裁判 Гякутэн Сайбан, букв. «Переворотный суд»), — серия компьютерных игр в жанре квеста, созданная Сю Такуми и изданная Capcom, в которой игроки примеряют на себя роль адвоката в вымышленном судебном сеттинге, основанном на японской системе расследований уголовных дел, чтобы добиться для своих клиентов вердикта «невиновен», при этом проводя расследования, изучая доказательства и устраивая перекрёстный допрос свидетелям.
Первые три игры серии вышли для Game Boy Advance только в Японии в 2001—2004 годах, а затем были портированы на Nintendo DS, где также были переведены на английский и другие языки. 4-я часть сразу разрабатывалась для DS. Игры и ремейки для DS используют преимущества этой платформы, такие как микрофон и тачскрин. Серия выпущена на WiiWare в Японии с 15 декабря 2009 года и с 11 января 2010 года в Северной Америке.
Первые три игры вышли на iOS в Японии, а позже и за её пределами в сборнике под названием Ace Attorney Trilogy HD. В 2014 году вышел новый сборник Phoenix Wright: Ace Attorney Trilogy для Nintendo 3DS, а в 2019—2022 годах для PlayStation 4, Xbox One, Windows, Android и iOS. В 2024 году вышел сборник Apollo Justice: Ace Attorney Trilogy с 4—6 частями основной серии.
В большинстве игр главным героем является Феникс Райт (англ. Phoenix Wright). В четвёртой игре новым героем становится Аполло Джастис (англ. Apollo Justice), в пятой — к играбельным персонажам присоединяется Афина Сайкс (англ. Athena Cykes). Один из ключевых персонажей серии, Майлз Эджворт, является также главным героем двух интерквелов, чьи события происходят между третьей и четвёртой играми. Первая игра Phoenix Wright: Ace Attorney была адаптирована в 2012 году в полнометражный фильм, срежиссированный Такаси Миикэ (в фильме до мельчайших подробностей был воссоздан игровой процесс, включая голографические версии меню «Court Records» из игры). В игре The Great Ace Attorney: Adventures и её сиквеле The Great Ace Attorney 2: Resolve основным играбельным персонажем является Рюноскэ Наруходо (по сюжету — предок Феникса), молодой японский студент-адвокат.

## Обзор серии

### Мир игры
Действие игр происходит в крупном городе в 2016 году и позже; для японских версий это просто город где-то в Японии, тогда как североамериканская и европейская версии называют местом действия Лос-Анджелес, Калифорния. Различия в локализации отражают и социальные различия между странами, например, место расположения сиденья водителя в машинах. Кроме того, имена основных персонажей были адаптированы при локализации: так, главный герой «Рюити Наруходо», чья фамилия является игрой слов с японской фразой «ясно», а первый кандзи имени переводится как «дракон», был переименован в западных версиях в «Феникса Райта», чьё имя ссылается на феникса, восстающего из пепла, и фамилия которого является омофоном для слова «право» (англ. right).

### Персонажи и сюжет
У каждой игры свой собственный сюжет, но персонажи из них и их взаимоотношения переносятся из игры в игру.
В первых трёх играх главным игровым персонажем является Феникс Райт. Он начинающий адвокат, только что закончивший школу права в начале первой игры и устроившийся работать в юридическую фирму «Фей и Ко.»
(англ. Fey & Co.), возглавляемую Мией Фей. Несколькими годами ранее Мия защитила Феникса от обвинения в суде. После того, как Мия была убита, Феникс с помощью младшей сестры Мии — Майи Фей — возглавляет компанию и переименовывает её в юридическую фирму «Райт и Ко.» (англ. Wright & Co.). Семья Фей является семьёй сильных медиумов, благодаря чему Майя и её кузина Перл могут иногда вызывать дух Мии для помощи Фениксу в зале суда. Главным оппонентом в суде для Райта становится прокурор Майлз Эджворт. Победы над ним (и над его наставником Манфредом фон Кармой) привлекают к Фениксу внимание третьего прокурора — Франциски фон Кармы, настроенной преуспеть там, где провалился её отец и «младший брат», как она обращается к Эджворту, хотя он её и старше. В третьей игре главным оппонентом в суде для Феникса становится загадочный обвинитель по имени Годо, у которого, по всей видимости, есть какие-то личные счёты к нему. В ходе расследования отдельных дел постепенно раскрываются различные детали прошлого всех героев, а затем их судьбы плотно переплетаются.
Сюжет четвёртой игры разворачивается спустя семь лет после завершения третьей. Феникс, лишённый права на адвокатскую деятельность из-за использования сфальсифицированных доказательств (о чём он не знал), стал пианистом и удочерил девочку-мага по имени Трюси, а компанию переименовал в Агентство талантов Райта
(англ. Wright Talent Agency). Он оказался обвинённым в убийстве и поэтому разыскивает молодого и талантливого адвоката Аполло Джастиса, нанимает его и приглашает на работу к себе, сменив имя офиса теперь уже на Агентство Райта по любым делам (англ. Wright Anything Agency). Пока Аполло и Трюси занимаются делами, Феникс тоже работает в юридической сфере, стараясь внести изменения, которые смогут улучшить проведение судов. В том числе он старается ввести систему «суда присяжных», которая оставляет решение о вине или невиновности шести присяжным, и расследует все тайны вокруг дела семилетней давности.
По хронологии между Trials and Tribulations и Apollo Justice происходит действие серии интерквелов Investigations, в которой главная роль отводится Майлзу Эджворту. В ходе и после путешествия в Европу Майлз оказывается втянут в серию происшествий, связанных в общую картину и включающих в себя фальшивые деньги и подделку предметов искусства. В играх также появляются и другие знакомые персонажи, такие как Франциска и Дик Гамшу. Другими ключевыми персонажами серии являются Кей Фарадей, самопровозглашённая наследница легендарного вора Ятагарасу, и Лан Шилун, агент Интерпола, который по неизвестной причине не любит прокуроров. Одно из дел разворачивается в прошлом и демонстрирует наставника Майлза и Франциски Манфреда фон Карму и описывает первую встречу Майлза с Кей и Гамшу.

### Система судопроизводства
Система судопроизводства в играх Ace Attorney находится под сильным влиянием гражданского права разыскного процесса Японии, а не принципа состязательности судопроизводства стран общего права. Игровой журнал выпустил статью с критикой японской правовой системы. Согласно этой статье, в Японии официальное обвинение в преступлении происходит только в случае полной уверенности в виновности, многие адвокаты могут за всю свою карьеру ни разу не добиться вердикта «невиновен», а прокуроры могут использовать спорные показания и любые разночтения в свою пользу. С другой стороны, научная статья, написанная Дж. Марком Рамсейером из Гарвардской правовой школы и Эриком Б. Расмусеном из Индианского университета, утверждает, что это из-за того, что разыскной процесс использует судей, которые рассматривают дела годами, чтобы вынести приговор, что делает результат крайне предсказуемым и в результате японские прокуроры выдвигают обвинения лишь в случае, когда шанс признания виновным приближается к абсолютному, что объясняет, почему в Японии признаются виновными в 99 % случаев, а в США подобный показатель составляет 88 %. Более того, в Японии признание в совершении преступления не является доказательством вины, только признание, указывающее на детали, которые может знать только виновный, например, оружие убийства или способ или местонахождение тела, может быть сочтено доказательством.
Журнал дальше сообщает, что в Японии вновь был введён суд присяжных, не использующийся в стране с 1943 года. Хотя на деле это не совсем так. В Японии используется система заседателей, где судьи активно изучают доказательства, представленные и защитой и обвинением. В то же время в игре отображены недавние изменения в системе судопроизводства Японии. До того, как в Японии была принята система заседателей, в случае разбирательств по убийствам проходили годы (или даже десятки лет) до их завершения. В играх Ace Attorney человек, обвинённый в убийстве, предстаёт перед судом, который не может длиться дольше трёх дней; если адвокат не сможет доказать невиновность клиента за это время, обвиняемый будет признан виновным и дело будет передано в вышестоящий суд (для игрока это означает конец игры).
Как и в реальной японской системе, дело, достигшее суда, в игре снабжено более чем достаточным числом доказательств вины подсудимого и различные встречающиеся игроку обвинители полностью уверены в итоге суда и раздражающе манерны. В то же время к адвокатам (Феникс и Аполло) изначально обращаются свысока как прокурор, так и судья, и им приходится избегать тем в перекрёстном допросе свидетелей, которые могут завести в тупик, чтобы избежать быстрого закрытия дела и признания их клиента виновным. Аналогично, полиция, представленная в игре такими персонажами как Дик Гамшу, изображена увлечённой, но некомпетентной в выполнении своей работы, обычно к неудовольствию прокуроров. Так как при разыскном процессе судьи являются «инквизиторами», которые могут изучать доказательства, неудача защиты в указании смысла в дальнейшем допросе свидетелей приводит к окончанию рассмотрения дела (и концу игры).
Существует мнение, что серия Ace Attorney — сатира на японскую юридическую систему, где процент оправдательных приговоров примерно равен 1 %. Сю Такуми признаётся в своём блоге, что про японскую систему судопроизводства не знает ничего, а антураж игрового суда не похож на японский (в игре судья использует молоток, а стороны защиты и обвинения постоянно кричат Objection! (с англ. — «Протестую!»), чего в японском суде не происходит), и что у создателя игры изначально не было цели отразить судопроизводство реалистично, и, тем более, делать остроумную сатиру.

## Геймплей

Феникс Райт высказывает протест. Облачко с соответствующей надписью является одним из символов серии.

В основном игры Ace Attorney являются квестами, в которых необходимо находить улики и предъявлять доказательства в суде. Графика в игре выполнена с помощью двухмерных спрайтов в стиле манга с текстовыми диалогами, звуковыми эффектами и минимальными анимированными сценами для имитации речи. Каждая игра состоит из четырёх-пяти дел, частично связанных друг с другом с иногда возвращающимися второстепенными персонажами или схожими элементами преступлений. Игра может быть сохранена в любой момент.
Каждое дело делится на две части: расследование и заседание суда. Расследование включает посещение ключевых локаций и разговоры с людьми, вовлечёнными в дело, а также поиск улик. Во второй и третьей игре появляется так же «психе-замки», то есть «замками духа» (Эджворт называет их «психо-замками», то есть «психологическими замками»). В ходе расследования адвокат может обнаружить подобные замки, когда свидетель отказывается о чём-то говорить или лжёт, и тогда герою надо предоставить правильные доказательства, чтобы разрушить ментальный замок и получить информацию. Однако, если в первой трилогии замки были исключительно красными (сознательное блокирование информации) и их можно было расколоть, предъявляя улики или задавая правильные вопросы, то в 4 и 5 частях появляются чёрные замки (тёмные секреты души, закрытые даже от сознания того, на чьей душе они висят), которые можно сорвать только эмоциями (5 часть, в 4 части они не снимались с одного из персонажей никакими средствами).
Заседания суда обычно состоят из свидетельских показаний, состоящих из высказываний свидетелей. Игрок может вести перекрёстный запрос, чтобы найти противоречия. Для этого игрок может «давить» на свидетеля, уточняя детали или прося подтвердить отдельные моменты. Иногда давление и представление доказательств приводят к появлению новых высказываний в показаниях, а иногда к полностью новым показаниям. Это единственный способ продвигаться дальше по сюжету игры. В четвёртой игре появляется система «наблюдательности», которая становится активной в ходе допросов. Игрок может активировать эту систему, чтобы взглянуть ближе на свидетеля и попробовать разобраться в его языке тела, когда свидетель пытается что-то скрыть. В пятой части также (при наличии Афины Сайкс за скамьёй адвоката) можно провести «сеанс психологической терапии», во время которого отображаются показания и эмоции. Игрок при помощи этого сеанса находит несостыковки между словами и эмоциями, в результате чего свидетель может откорректировать свои показания, уровень правдивости которого зависит от «уровня шума в душе». Каждая удачно найденная эмоция обычно уменьшает уровень шума (исключение составил допрос одного из свидетелей в 5 деле, когда он так манипулировал своими эмоциями, стараясь скрыть участие кого-то в инциденте, что его уровень шума только рос, делая психологический анализ частично бесполезным, но тогда правду удалось добыть нахождением противоречия показаний уликам). При достижении уровня шума в 0 % показания считаются полными и точными.
Так как игрок представляет в суде защиту, целью игрока является получение оправдательного приговора. В большинстве случаев заседания суда длятся два дня, максимум — три. Между заседаниями игрок может ещё раз посетить связанные с делом места, чтобы найти новые доказательства или информацию. В ходе заседаний игрок должен установить настоящего убийцу при помощи собранной информации, чтобы очистить подзащитного от любых подозрений.
При представлении адвокатом в суде доказательств он указывает пальцем и кричит: «Протестую!» (яп. 異議あり! Иги ари!), что сопровождается облачком с этим словом. Силуэт с указующим перстом расположен на логотипе. Он и облачко являются знаковыми изображениями серии. Если игрок представляет неверное доказательство, пытается представить его в неправильное время или проваливается в другой части допроса, они теряют в силе для судьи, и если игрок будет слишком часто ошибаться, то дело будет закрыто досрочно с вердиктом «виновен», а игроку придётся перезагружаться. Кроме того, после завершения суда, игроку может понадобиться привести доказательства, которые раскроют ещё одну часть истории.
В ремейках на DS игра использует в дополнение к обычному управлению тачскрин и микрофон, который позволяет игроку самому выкрикивать ключевые фразы в подходящий момент: «Objection!» («Протестую!»), «Hold it!» («Стоп!»), «Take that!» («Вот!»), «Gotcha!» («Попался!», фраза Аполло Джастиса, Apollo Justice: Ace Attorney), «Got It!» («Понятно!», адвокатская фраза в Dual Destinies), «Eureka!» («Эврика!», фраза Майлза и Грегори Эджвортов в серии Ace Attorney Investigations) или «Yes!» (Да!/Есть!/Сэр! — фраза Рюноскэ Наруходо в The Great Ace Attorney), — возможность выбора соответствующих действий при нажатии на кнопки все равно осталась. В ремейке первой игры было включено специально разработанное пятое дело, в которое были включены дополнительные возможности, позволявшие использовать функции DS; например, можно разбрасывать порошок, нажимая на тачскрин, чтобы искать отпечатки, затем, осторожно дуя в микрофон, сдувать лишний порошок, или использовать возможности DS для 3D-рендеринга для осмотра улик со всех сторон; многие ключевые детали можно раскрыть этим образом. Четвёртая игра серии была первой разработана сразу для DS без предшествующего выпуска на GBA и включает часть из этих элементов. Пятая игра, также как и спин-офф «Профессор Лейтон против Феникса Райта», вышла на Nintendo 3DS, в результате чего в игровой процесс, помимо вышеуказанных особенностей, были добавлены функции осмотра помещения с разных углов (впрочем, на DS в 1 и 4 частях, а также в Investigations уже был псевдо-трёхмерный осмотр улик). В версиях WiiWare игроки могли крутануть Wii Remote вперёд, когда Феникс выкрикивает «Протестую».
В двух играх Investigations, тоже разделённых на отдельные дела, структура событий не так сильно разделена, так как все события происходят до официального суда и обычно сразу после совершения преступления, но все равно условно разделена на две части. В ходе первой игрок управляет главным героем Эджвортом, передвигающимся по одной комнате, собирая улики и беседуя с свидетелями. Он узнаёт ключевые факты, которые лягут в основу системы логики игры. Когда игрок считает, что два факта связаны, он может их соединить, чтобы создать новую причинно-следственную связь. Ошибка при этом действии нарушит концентрацию Эджворта, а слишком большое число промахов приведёт к концу игры. А затем Эджворт начинает допрос свидетелей, который по форме схож с перекрёстным допросом в зале суда в других играх.
В Professor Layton vs. Ace Attorney и The Great Ace Attorney была введена такая особенность некоторых исторических судебных систем, как одновременные дача показаний и перекрёстный допрос нескольких свидетелей. При таком «сеансе одновременной игры» одним из вариантов продвижения становится нахождение противоречий между показаниями двух свидетелей из группы.

## Игры

### Основная серия
Phoenix Wright: Ace AttorneyИзначально игра вышла для GBA в 2001 году, а затем последовали порты на японский и английский для DS в 2005 году. Сюжет представляет Феникса Райта, Мию и Майю Фей, а также Майлза Эджворта и второстепенных персонажей, которые позже появятся и в других играх. В оригинальной игре на GBA игра содержала четыре дела; дополнительное пятое дело под названием Rise from the Ashes («Восстание из пепла») было создано специально для DS-версии, в котором также были представлены дополнительные исследовательные техники, основанные на возможностях DS, таких как микрофон и тачскрин. Игра была также портирована на iPhone и iPod.
Phoenix Wright: Ace Attorney — Justice for AllВторая игра вышла на GBA в Японии в 2002 году, а затем на DS в 2006 и 2007. Игра состоит из четырёх дел на всех приставках, её действие разворачивается приблизительно через год после завершения первой игры. В ней впервые появляются Перл Фей, двоюродная сестра сестёр Фей, и Франциска фон Карма, дочь Манфреда фон Кармы.
Phoenix Wright: Ace Attorney — Trials and TribulationsТретья игра вышла на GBA в Японии в 2004 году, а порты на DS на английском и японском языках в 2007 году. Сюжет игры происходит через год после завершения предыдущей игры и в ней появляются персонажи из обеих предыдущих игр. В двух делах игрок будет управлять Мией Фей, так как они будут проходить в прошлом, а часть последнего дела управлять придётся Майлзом Эджвортом. Всего в игре пять дел.
Apollo Justice: Ace AttorneyЧетвёртая игра вышла в Японии в апреле 2007 года и в Северной Америке 19 февраля 2008 года. Эта первая игра серии, которая с самого начала разрабатывалась для Nintendo DS. Название в Америке было выбрано как Apollo Justice: Ace Attorney, отражая изменение главного героя с Феникса Райта на Аполло Джастиса (в японской версии — Хоскэ Одороки (яп. 王泥喜 法介 Одороки Хо:сукэ). В игре всего четыре дела.
Phoenix Wright: Ace Attorney — Dual DestiniesПятая в основной серии (восьмая хронологически) игра вышла для 3DS в Японии в июле 2013 года и в октябре 2013 года стала доступна в Nintendo eShop для игроков большинства стран мира. Основной сюжет этой игры связан с новым персонажем — Афиной Сайкс, недавней выпускницей, присоединившейся к адвокатскому бюро Феникса Райта, который после многолетнего перерыва возвращается к судебной практике. Изначально игрокам доступны для игры 5 дел, однако существует возможность за отдельную плату приобрести специальный эпизод Turnabout Reclaimed («Возвращение поворота»).
Phoenix Wright: Ace Attorney — Spirit of Justice
Шестая в основной серии (и десятая в общей серии Ace Attorney) игра для консоли 3DS вышла в Японии 9 июня 2016 года, а 8 сентября того же года стала доступна для игроков стран Северной Америки и Европы. Основные события игры разворачиваются в дальневосточном королевстве Кура’ин, где Феникс Райт и Майя Фей сталкиваются с местной экзотической судебной системой и новыми порядками, за которыми приглядывает новый для серии персонаж — Райфа Падма Кура’ин. Оставшиеся в Лос-Анджелесе и временно исполняющие обязанности руководства Агентства Аполло Джастис и Афина Сайкс в это время также не сидят без дела, проводя собственное расследование. В игре доступны пять полных эпизодов, доступное за отдельную плату DLC-дело Turnabout Time Traveller («Поворот во времени») и несколько коротких дополнительных сценариев, имеющих неканоничную историю.

### Спин-оффы

#### СерияInvestigations
Ace Attorney Investigations: Miles EdgeworthПятая игра, Ace Attorney Investigations: Miles Edgeworth, (известная в Японии как Gyakuten Kenji (яп. 逆転検事 Гякутэн Кэндзи, букв. «Прокурорский поворот»), а изначально находившаяся под кодовым названием New Gyakuten Not Saiban (яп. NEW逆転 NOT裁判 НОВЫЙ Гякутэн НЕ Сайбан, «NEW Turnabout, NOT Trial») вышла в Японии 28 мая 2009 года и в Северной Америке в феврале 2010 года. По сюжету события игры происходят после Phoenix Wright: Ace Attorney — Trials and Tribulations, игра рассказывает о Майлзе Эджворте, его новом помощнике «великом воре» Кей Фарадей и детективе Дике Гамшу. Расследования теперь проходят с использованием вида от третьего лица, тогда как опрос свидетелей/перекрёстный допрос перешли из зала суда на место преступления. В остальном геймплей остался таким же, как и в предыдущих играх.
Ace Attorney Investigations 2: Prosecutor’s GambitШестая игра, Ace Attorney Investigations 2: Prosecutor’s Gambit, вышла в Японии 3 февраля 2011 года и 6 сентября 2024 года стала доступна по всему миру в составе сборника Ace Attorney Investigations Collection. Её действие разворачивается через две недели после Ace Attorney Investigations: Miles Edgeworth. В геймплей добавлен новый элемент под названием «Логические шахматы», схожий с психологическими замками прошлых игр, за исключением того, что игрок должен выбирать фразы в определённом порядке, а не улики, чтобы продолжать разговор. Также в игре рассказывается о адвокате Эдди Фендере, судье Верити Гавелль, прокуроре Юстасе Уиннере и отце Майлза Эджворта, Грегори Эджворте.

#### Кроссовер сProfessor Layton
Professor Layton vs. Ace Attorney
Professor Layton vs. Ace Attorney (яп. レイトン教授 VS 逆転裁判 Лейтон-кё:дзю VS Гякутэн Сайбан, букв. «Профессор Лейтон vs. Переворотного суда») — игра-кроссовер между сериями Ace Attorney и Professor Layton; она разрабатывалась совместно Capcom и Level-5 для Nintendo 3DS. Игра описывается как сочетание двух стилей: решения головоломок и расследований преступлений. Сю Такуми, главный сценарист оригинальной Ace Attorney, написал сценарий к этой игре.

#### СерияThe Great Ace Attorney
The Great Ace Attorney: Adventures
The Great Ace Attorney: Adventures (яп. 大逆転裁判 ‐成歩堂龍ノ介の冒険‐ Дай Гякутэн Сайбан: Наруходо: Рю:носукэ но Бо:кэн, букв. «Великий переворотный суд: Приключение Рюноскэ Наруходо») — приквел серии, действие которого происходит в конце XIX-начале XX века (судя по годам жизни прототипов некоторых персонажей и их биографии, действие происходит с 22 ноября 1899 (первое дело игры) по осень 1900 года). Отношение к героям прошлых серий имеют разве что главный герой (Рюноскэ Наруходо, по сюжету являющийся предком Феникса) и один из прокуроров (Такэцути Аути — предок прокуроров Уинстона и Гаспена Пейнов). Среди ключевых персонажей — Херлок Шолмс (детектив, с которым Рюноскэ будет работать со второго дела) Доктор Джон Эйч. Уилсон (жертва в первом деле) и его юная дочь Айрис (10-летняя писательница и изобретатель, по сюжету игры стала воспитанницей, а затем и помощницей Холмса после событий, произошедших в Баскервиль-Холле), а также японский писатель Нацумэ Сосэки (обвиняемый в 4 деле) и его кошка по кличке Вагахай (отсылка на его первый роман «Ваш покорный слуга кот»).
The Great Ace Attorney 2: Resolve
The Great Ace Attorney 2: Resolve (яп. 大逆転裁判２ -成歩堂龍ノ介の覺悟- Дай Гякутэн Сайбан: Наруходо: Рю:носукэ но Какуго, букв. «Великий переворотный суд: решимость Рюноскэ Наруходо») — продолжение The Great Ace Attorney: Adventures, выпущенное в 2017 году. Главные действующие лица и геймплейные механики не претерпели изменений в сравнении с предыдущей игрой.

### Сборники
- Phoenix Wright: Ace Attorney Trilogy — включает в себя первые три игры серии: Phoenix Wright, Justice for All и Trials and Tribulations. Сборник был выпущен для iOS и Android в 2012 году в Японии, и для iOS в 2013 году на Западе. Позже он был выпущен для Nintendo 3DS в 2014 году и Nintendo Switch, PlayStation 4, Windows и Xbox One в 2019 году. Capcom удалила мобильную версию игры из магазинов и заменила ее консольной версией для iOS и Android 10 июня 2022 года.
- The Great Ace Attorney Chronicles — включает в себя игры дилогии The Great Ace Attorney: Adventures и Resolve. Он был выпущен в июле 2021 года для Nintendo Switch, PlayStation 4 и Windows. Это был первый раз, когда обе игры стали официально доступны за пределами Японии.
- Apollo Justice: Ace Attorney Trilogy — включает в себя четвёртую по шестую основные игры: Apollo Justice, Dual Destinies и Spirit of Justice. Он был выпущен 25 января 2024 года для Nintendo Switch, PlayStation 4, Windows и Xbox One.
- Ace Attorney Investigations Collection — включает в себя обе игры из дилогии Ace Attorney Investigations: Miles Edgeworth и 2: Prosecutor’s Gambit. Он был выпущен 6 сентября 2024 года для Nintendo Switch, PlayStation 4, Windows и Xbox One. Этот сборник знаменует собой первый официальный релиз Prosecutor’s Gambit за пределами Японии.

## Другие произведения

### Музыка
Официальный саундтрек к Phoenix Wright: Ace Attorney был изначально издан Suleputer 30 ноября 2005 года. Саундтреки ко второй, третьей, четвёртой и пятой играм также вышли.
Capcom также выпустила альбом Gyakuten Saiban Orchestra Album: Gyakuten Meets Orchestra с оркестровой обработкой множества песен из игры и двух её сиквелов 9 сентября 2006 года. Второй CD с дополнительными оркестровыми композициями Ace Attorney был выпущен для продажи на Tokyo Game Show 2006 и продавался позже в том же году. 31 марта 2007 года другой официальный альбом под названием Gyakuten Saiban Jazz Album: Gyakuten Meets Jazz был выпущен Capcom. Как и указывает его название, альбом состоит из джазовых аранжировок. Изначально все диски планировались к выпуску только в Японии, но позже было сообщено, что они все же могут выйти в Северной Америке.
20 апреля 2008 года был дан концерт с музыкой из Ace Attorney, а 16 июля 2008 года саундтрек был записан и выпущен под названием Gyakuten Saiban Tokubetsu Houtei 2008.

### Манга
Манга-версия, придуманная Кэндзи Курода и иллюстрированная Кадзуо Маэкава, начала публикацию в журнале Bessatsu Young Magazine издательства Kodansha с августа 2006 года. Пять её томов вышли в Северной Америке, изданные Kodansha USA. Четыре антологии манги, созданной различными авторами, были выпущены в Японии и все они изданы по всему миру издательством Del Ray.

### Аниме
В 2016 году на основе первых трёх игр серии студией A-1 Pictures было создано аниме. Всего было выпущено 47 эпизодов, объединённых в 2 сезона, трансляция велась на каналах NNS и Crunchyroll. В создании принимал участие Сю Такуми.

### Мюзикл
Capcom Japan совместно с Такарадзука Ревю создали мюзикл для игр о Фениксе Райте, премьера которого состоялась в феврале 2009 года Gyakuten Saiban −Yomigaeru Shinjitsu− (яп. 逆転裁判 −蘇る真実− Гякутэн Сайбан -Ёмигаэру Синдзицу-, букв. «Turnabout Trial -Truth Resurrected-»). В главной роли сыграл Тому Рандзю. Несмотря на японское производство, имена в шоу использовались из английской локализации игр. Мюзикл был хорошо принят, что привело к выходу сиквела в августе 2009 года. Третий мюзикл, Gyakuten Saiban 3 Kenji Miles Edgeworth (яп. 逆転裁判３　検事マイルズ・エッジワース, букв. «Turnabout Trial 3 Prosecutor Miles Edgeworth»), был анонсирован 31 июля 2012 года и исполнен в январе 2013 года.

### Фильм
Полнометражный фильм с живыми актёрами был создан совместными усилиями Nippon Television Network Corporation и Toho Co., Ltd. и вышел в Японии 11 февраля 2012 года. Режиссёром фильма стал Такаси Миикэ, главные роли сыграли Хироки Наримия (Феникс), Такуми Сайто (Майлз) и Мирэй Киритани (Майя).

### Появление в других играх
- Феникс Райт, Франциска фон Карма и Майлз Эджворт являются картами в игре SNK vs. Capcom: Card Fighters DS. Райт и Эджворт также имеют камео в игре-кроссовере Marvel vs. Capcom 3: Fate of Two Worlds, в конце за Женщину-Халка[30]. Феникс Райт является одним из игровых персонажей в Ultimate Marvel vs. Capcom 3, где ему помогают Мая, Миссиль и судья, тогда как Эджворт, Франциска и Годо являются картами в режиме игры Heroes vs. Heralds[31][32].
- Аллюзия на Феникса, судью и Манфреда фон Карму появляется во вселенной The Henry Stickmin Collection, в которой появляются, собственно, сам Феникс (где зовётся как Феликс Вайт), судья и фон Карма (здесь выступающий как Владимир фон Браун)[33][неавторитетный источник].

## Оценки

### Обзоры
| Игра                                                   | Metacritic          | Game Rankings     |
| ------------------------------------------------------ | ------------------- | ----------------- |
| Phoenix Wright: Ace Attorney                           | 81/100 (53 обзора)  | 82 % (63 обзора)  |
| Phoenix Wright: Ace Attorney — Justice for All         | 76/100 (51 обзор)   | 78 % (58 обзоров) |
| Phoenix Wright: Ace Attorney — Trials and Tribulations | 81/100 (45 обзоров) | 81 % (52 обзора)  |
| Apollo Justice: Ace Attorney                           | 78/100 (48 обзоров) | 78 % (48 обзора)  |
| Ace Attorney Investigations: Miles Edgeworth           | 78/100 (51 обзор)   | 79 % (31 обзор)   |
| Phoenix Wright: Ace Attorney — Dual Destinies          | 81/100 (63 обзора)  | —                 |
| The Great Ace Attorney: Adventures                     | 86/100 (53 обзора)  | —                 |
| Phoenix Wright: Ace Attorney – Spirit of Justice       | 81/100 (66 обзоров) | —                 |
| The Great Ace Attorney 2: Resolve                      | 86/100 (63 обзора)  | —                 |

Западные выпуски игр привлекли внимание игровой прессы. Серия превозносилась как отличный квест в уже умирающем жанре с отличным видом, музыкой и диалогами, в то же время она критиковалась за прямолинейность и отсутствие интереса повторного прохождения и развития серии в разных играх. Изображение судебной системы в игре критиковалась за некорректность, хотя в критике не было учтено, что в основу изображения легла не та система, что используется в США; обзор GameSpot Phoenix Wright: Ace Attorney отметил, что в ходе заседаний суда стоит «относиться с долей скепсиса ко всему происходящему, потому что, хотя все и выглядит весьма достоверно, многие вещи в ходе всей процедуры могли бы ужаснуть настоящих представителей системы судопроизводства». Phoenix Wright: Ace Attorney — Justice for All также была раскритикована за отсутствие уникальных возможностей в DS-версии, представленных в предыдущей игре.

### Популярность
В Японии продажи игр проходят неплохо. Первые две игры были распроданы тиражом порядка 400 000 штук в версиях для GBA и DS, а продажи третьей игры на GBA составили 250 000 копий. Четвёртая игра только в первый день продаж была продана в количестве 160 000 экземпляров, а продажи за первую неделю составили 250 000 копий.
В США первая игра была удивительно успешна, поэтому Capcom пришлось как минимум трижды доиздавать тираж игры, чтобы соответствовать запросам. Частично в этом вина изначально низких ожиданий таких продавцов, как Wal-Mart и Toys "R" Us, пропустивших игру; Capcom выпустило девять-десять партий по три-четыре тысячи каждая перед тем, как Toys «R» Us запросили в продажу 15 000 копий.
На декабрь 2009 года эта серия являлась девятой по успешности у фирмы за все время её существования. В октябре 2010 года Capcom сообщила, что продажи по всему миру достигли 3,9 миллиона копий, и назвала серию «одной из важнейшей частей интеллектуальной собственности» компании. По данным на декабрь 2024 года продажи серии достигли 13 миллиона экземпляров.